# Adolf Marcks

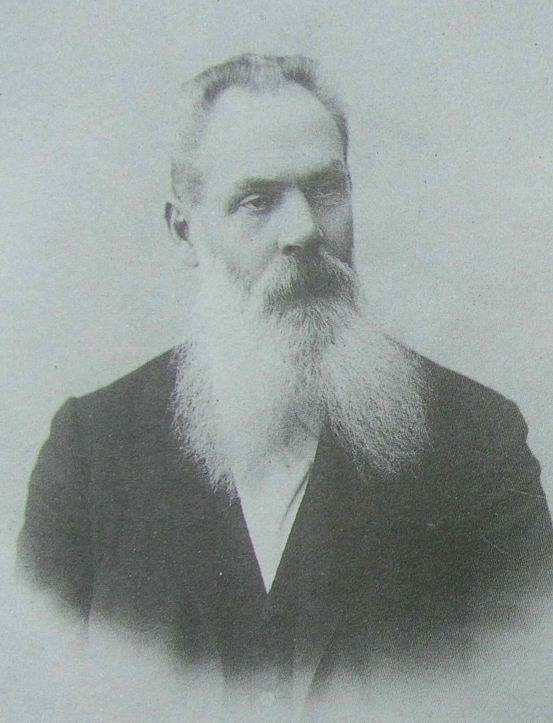
Adolf Marx um 1900, Foto von Carl Oswald Bulla

Adolf Marcks (russisch Adolf Fjodorowitsch Marks Адольф Фёдорович Маркс; * 2. Februar 1838 in Stettin, Provinz Pommern, Königreich Preußen; † 22. Oktoberjul. / 4. November 1904greg. in Sankt Petersburg, Russisches Kaiserreich) war ein deutscher Buchhändler und Verleger in St. Petersburg. Die von ihm herausgegebene Niwa wurde die erfolgreichste Familienzeitschrift in Russland in dieser Zeit.

## Leben
Adolf Marcks wuchs in Stettin auf. 1854 trat er  eine Buchhändler-Lehre bei Hinstorff in Wismar auf Empfehlung von Fritz Reuter an. Ab 1857 war er Buchhandlungsgehilfe in Berlin und danach in Stettin.
1859 folgte Adolf Marcks einem Ruf der Buchhandlung  Bietepage & Kalugin nach Sankt Petersburg, wo er die deutsche Buchabteilung betreute. Danach war er in verschiedenen Bereichen tätig.
Ende Dezember gründete Adolf Marcks dort die Zeitschrift Niwa. Diese entwickelte sich bald zur erfolgreichsten Familienzeitschrift in Russland. In seinem Verlag gab er als Beilagen dazu auch Werke von 34 russischen Autoren heraus (bis zu 12-bändig). Die Buchproduktion erreichte 50 Millionen Exemplare. (Er verlegte unter anderen Milton, Molière, Lomonossow, Katharina II., Goethe, Koslow, Schukowski, Lermontow, Danilewski, Gribojedow, Kolzow, Fonwisin, Poleschajew, Grigorowitsch, Gogol, Gontscharow, Dostojewski, Turgenew, Saltykow-Schtschedrin, Leskow, Tschechow, Ibsen, Fet, Maeterlinck, Boborykin, Gorbunow und Scheller-Michailow.)
In seinem Verlag beschäftigte Marcks über 900 Mitarbeiter in den Abteilungen Buchdruckerei, Falzerei, Buchbinderei, Stereotypie, Galvanoplastik, Photochemigraphische Anstalt, Kupferdruckerei, Lithographie und Geographische Anstalt (siehe zum Beispiel Europa nach Sprachen und Rassen). Der Umsatz erreichte Anfang des 20. Jahrhunderts jährlich umgerechnet um die 7 Millionen Mark. Die Zeitschrift Niwa hatte 1904 eine Auflage von 254.000 Exemplaren.
Adolf Marcks erhielt mehrere russische Orden und wurde 1897 in den erblichen russischen Adelsstand erhoben.
Nach seinem Tod 1904 wurde sein Leichnam auf seinen Wunsch in einem Krematorium in Hamburg verbrannt und die Urne auf dem Sankt Petersburger Nowodewitschi-Friedhof bestattet.